# Sőregi Márton
Sőregi Márton (Sajókápolna, 1843. május 20. – Kiscigánd, 1915. október 8.) tanító, kántor, a Bodrogköz híres gyógyító embere, Cigánd nagy jelentőségű néptanítója, Sőregi János neves muzeológus édesapja.

## Élete
Édesapját ötéves korában elvesztette. Édesanyja újból férjhez ment, s ekkor a család Sajókazincra költözött. Az elemi iskolát kiváló eredménnyel járta ki. Szorgalma és tudásvágya arra ösztönözte, hogy gyalogszerrel, minden anyagi segítség nélkül Sárospatakra vándoroljon, ahol a legkeservesebb nélkülözések között, de kiemelkedő eredménnyel végezte el a gimnáziumot.
Már felsőbb gimnazista korában hajlamot érzett az emberek gyógyítására, vonzódott orvosok, kuruzslók munkájának megfigyelésére. Megfigyelésein túl sok szakirodalmat olvasott, s sikeresen kezelte beteg diáktársait.
Mégsem orvosnak tanult tovább. Csendes jellemű, komoly gondolkodású karaktere a papi pályára vonzotta. Elvégezte a Sárospataki Református Kollégium teológiai internátusának négy évfolyamát.
1868-ban hároméves rektoriára került a cigándi evangélikus református hitközséghez, hogy az akkori szokásokhoz híven összegyűjtsön annyi pénzt, hogy tovább tanulhasson. Gyermekkori álma, hogy elkezdje a pesti orvosi egyetemet, soha nem teljesült, de az orvoslás tudománya iránti elhivatottsága töretlen maradt.
A cigándi nép mint gyógyító tudós embert - s később mint tanítót is - annyira megkedvelte, hogy nem akarták őt elengedni sehova. Közben Patakon néptanítói oklevelet is szerzett, de ennek ellenére az emberek továbbra is tiszteletes úrnak szólították. Természetes gyógymódjaival és a különböző gyógynövényekből maga készítette készítményeivel sok emberen segített Kis- és Nagycigándon. A vidék nagy jótevőjévé vált, a környező falvakból is jártak hozzá betegek sőt, az egész Bodrogközben „csoda-doktor” hírében állt. A gyógyításon kívül, a templomban énekvezére volt a gyülekezetnek, ami azért is volt nagy teljesítmény, mert akkoriban még nem volt a cigándi templomban orgona. A dallam első sorát előénekelte, ezután kapcsolódott be a gyülekezet. Temetéseken pedig saját szerzeményű búcsúztatókat adott elő. .
Kántor, tanító és gyógyító volt egyszemélyben, közösségének vezető személyisége. Ezért írta róla fia Sőregi János, hogy „ő volt az utolsó magyar sámán”.[forrás?] 
37 és fél évig volt kántortanító Cigándon. Szemeinek gyöngesége miatt kénytelen volt nyugdíjazását kérni, amit a kultuszminiszter 1905. július 26-án kelt rendeletében ki is mondott.  Az ezt követő presbiteri ülésen beadta lemondását az egyháztanácsnak is. Ezután még tíz éve maradt a pihenésre.

„A lélek nemesség, a magyar ifjúság helyes nevelése iránt megnyilatkozó szeretet vezette Sőreghy Mártont, kit fájó szívvel látunk ma letűnni, mint egyik fényes csillagát a magyar kultúra égboltjának. Legyen igen hosszúra terjedő az ő pihenő ideje, s legyen ő tanácsadója, irányítója a fiatalabbnak még évtizedeken át.”

– Közművelődés- Tanügyi lap, (Sátoraljaújhely, 1905. szeptember 3-i száma, Sőregi Márton nyugdíjazásának alkalmából) 

## Emlékezete

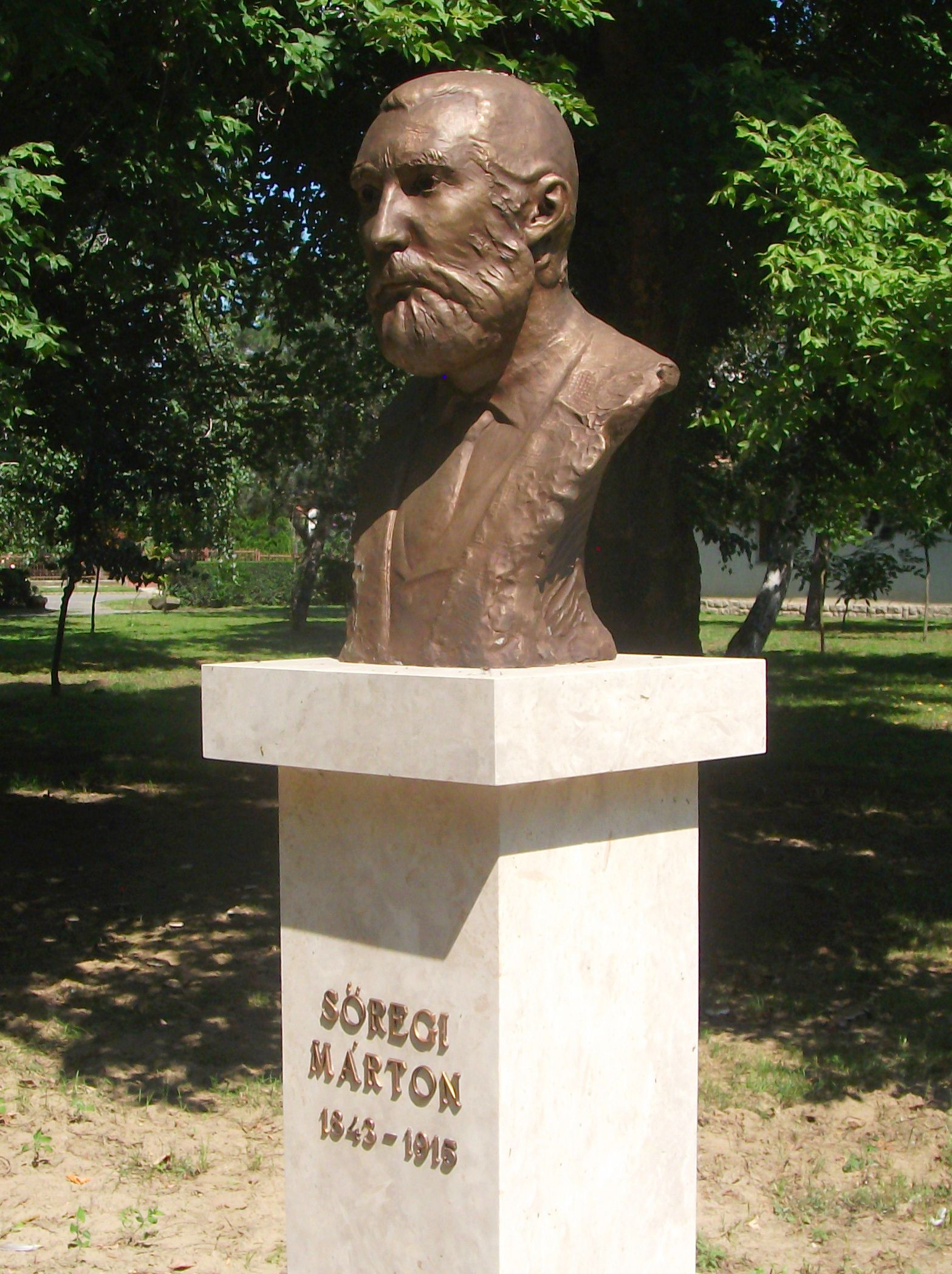
Sőregi Márton mellszobra Cigándon - Czigándy Varga Sándor alkotása, (2015).

- 2015. augusztus 20-án felavatták Sőregi Márton bronz mellszobrát Cigándon.[8]
- A Bodrogközi Múzeumportán 2015-ben átadott, állandó és időszaki kiállítási célokat szolgáló épülete a „Sőregi-ház” , az ő (és fia Sőregi János) nevét viseli.[9]